# Björnö naturreservat, Kalmar kommun
Björnö är ett naturreservat i Åby socken i Kalmar kommun i Småland (Kalmar län). Området är en del av ett större odlingslandskap kring Björnö gård norr om Kalmar. Det omfattar 103 hektar. På en halvö vid Kalmar sund finns hagmarker bevuxna med gamla ekar. På strandängarna finns uppstickande moränholmar. Några av de förekommande växtarterna i reservatet är gullviva, ängsviol, knippfryle, Adam och Eva, svinrot, bockrot, blåsuga, mandelblomma, stor blåklocka, liten blåklocka. Området har även mycket lavar och skalbaggar.